# Hamatora
Hamatora (яп. ハマトラ Хаматора) — смешанный японский медиа-проект.
Сам проект берёт начало с манги, написанной Юкино Китадзимой и проиллюстрированной Юки Кодамой. Манга начала свою публикацию в журнале Young Jump, издательства Сюэйся в ноябре 2013 года. Премьера адаптации манги в виде аниме состоялась 7 января 2014 года на японском канале TV Tokyo. Ещё одна адаптация манги, только в виде игры на платформе Nintendo 3DS, разработанная компанией FuRyu, анонсирована на лето 2014 года.

## Сюжет
События манги и аниме происходят в 2014 году. В некоторых людях, которых называют «носители минимума» (яп. ミニマムホルダ минимаму хоруда), были обнаружены аномальные сверхъестественные способности. Название способности «минимум» происходит от слов minor (маленький) и miracle (чудо). Такие люди обучаются в академии Факультас (яп. ファクルタース学園 факурута:су гакуэн), где им предоставляется возможность развивать свой потенциал.
Главный герой аниме и манги Найс, который с отличием закончил первый курс академии и основал детективное агентство «Хаматора» вместе со своей помощницей, Хадзимэ. С отличием закончивший второй курс академии, Мурасаки, получает задание от начальства вернуть Найса обратно в академию. Когда Мурасаки понял, что ему в бою не победить Найса, он решает наблюдать за ним и использовать любые методы, чтобы выполнить своё задание.
Сюжет аниме следует за Мурасаки, который по своей воле присоединился к детективному агентству «Хаматора», Найсом, и о нескольких других носителях минимума, состоящих в агентстве «Хаматора», которое основано в городе Иокогама вымышленном кафе со странным названием «Нигде». В кафе члены агентства приветствуют всех, кто готов прийти к ним с заданием для детективов агентства. Однако, когда к ним за помощью в расследовании пришёл полицейский работник Арт, ссылающийся на ряд странных серийных убийств по всему городу, Найс и Мурасаки неохотно решили посвятить себя в это дело, когда узнали, что жертвами являются лишь носители минимума.

## Персонажи

### Хаматора
Найс (яп. ナイス Найсу) — главный герой аниме и манги. Прозвище — «Красавчик». Он основал детективное агентство Хаматора, и является сильнейшим из выпускников академии Факультас. Обладает потрясающей дедукцией. Импульсивный юноша, вместе с Мурасаки образующий «Minimum Holder PI duo». У него постоянно нет денег, частично из-за того, что он не следит за ценой работы, за которую берётся. Временами Найс может начисто игнорировать происходящее вокруг. Например, во время ограбления банка он пытался снять деньги со счета. Несмотря на это, он гений в анализе поступившей к нему информации. Постоянно носит наушники, необходимые ему для активации его минимума — способность двигаться со скоростью звука.
Сэйю: Рёта Осака
Мурасаки (яп. ムラサキ) — друг Найса и его партнёр. В отличие от него обладает сдержанным характером и на первое место ставит плату за работу, а не характер задания. Когда снимает очки активирует свой минимум — способность усилить любую часть своего тела.
Сэйю: Ватару Хатано
Хадзимэ (яп. はじめ) — забывчивая девушка, которая любит поесть. Причем, почти всегда за счет Найса. Хорошо дерётся и любит бокс. Обладает нигилистическим минимумом.
Сэйю: Эмири Като
Бёздей (яп. バースデイ Ба:судэй) — беззаботный парень, мастер на все руки. Прозвище — «Малыш». Обладатель минимума электричества и напарник Ратио. Постоянно носит с собой электрошокер.
Сэйю: Дзюн Фукуяма, Акэно Ватанабэ (в детстве)
Ратио (яп. レシオ Рэсио) — доктор, помогающий Бёздею в его делах. Его способность заключается в том, что Док видит насквозь тело и ауру человека, тем самым может указать на очаг болезни и даже «предсказать», что человек скоро умрет. Также его руки становятся железными.
Сэйю: Юити Накамура, Санаэ Кобаяси (в детстве)
Конэко (яп. コネコ) — девушка, исполняющая роль секретаря и посредника Хаматоры. Она получает задания, а затем разъясняет их суть членам агентства.
Сэйю: Киёно Ясуно

### Другие персонажи
Арт (яп. アート А:то) — инспектор отдела департамента полиции Иокогамы. Арт обладает спокойным и уравновешенным характером с добрым поведением и сильным чувством справедливости. Является старым другом Найса и Мурасаки. Несмотря на то, что он не является носителем минимума, Арт окончил академию Факультас, где помогал своему покойному младшему брату. В деле по аресту Морала Арт сталкивается с противоречием производства минимума и различиями между ним и Найсом. Арт был приглашён Моралом для переговоров на его территории, Морал предлагал ему присоединиться к нему, взамен на что Морал «подарит» минимум ему, из-за чего они станут с Найсом на равных. Арт отказывается от этого предложения, из-за чего на кладбище его якобы убивает Морал. На самом деле, Арт обладает минимумом восстановления, из-за чего постоянно воскресает при ударе в сердце.
Сэйю: Хироси Камия
Морал (яп. モラル Морару) — бывший профессор академии Факультас. Главный злодей сериала. Считает, что люди, не являющиеся носителями минимума, слабы и должны получить «силу», под которой подразумевается нерождённый минимум. Для достижения своей цели убивает носителей врожденного минимума и изымает их мозг, так как в нём хранится «сущность», как он сам называет часть мозга, отвечающую за наличие минимума. Его целью является равенство в мире и для этого он создаёт армию неврожденных минимумов — провокаторов, одетых в тёмную одежду с капюшоном, украшенную цветком чёрной космеи. В конце сериала из одного владельца врожденного минимума он может получить 24 неврожденных минимумов.
Владеет минимумом превращения и может перевоплощаться в любого человека, в конце сериала получает, чтобы уравнять свои способности с Найсом, «нулевой минимум» — способность телепортации на расстояние до 10 метров.
Сэйю: Юки Оно
Хани (яп. ハニー Хани:) обладает минимумом, который позволяет предвидеть будущее в пределах 10 минут при помощи своего планшета. Тесно сотрудничает с полицией и Артом. Имеет телохранителя и напарника Три.
Сэйю: Эри Китамура
Три (яп. スリー Сури:) — бывший военный-наёмник. Обладает минимумом «звериной сущности». Является телохранителем Хани, очень предан ей. Во времена боевого прошлого прославился зверским способом убийства своих противников. Позднее раскаялся и оставил военную службу. Также создал приют для сирот, детей своих жертв, о которых очень заботится. В детстве обучал Арта боевым искусствам, когда стало ясно, что тот не сможет активировать свой минимум.
Сэйю: Кацуки Мурасэ
Мастер (яп. マスター Масута:) — владелец кафе «Нигде»  в своем заведении сдаёт в аренду столик для агентства «Хаматора». Довольно тесно общается с сотрудниками «Хаматоры». Обычно неразговорчив, но в нужное время проявляет житейскую мудрость.
Сэйю: Ацуси Оно
Гаскет (яп. ガスケ Гасукэ) — офицер полиции, напарник Арта. Активно изучает всё, что связано с обладателями Минимума.
Сэйю: Ёсукэ Акимото
Мао (яп. マオ) — информатор из Йокогамы, основное место обитания — Китайский квартал. Часто оказывает свои услуги Найсу.
Сэйю: Такуя Эгути
Сэо (яп. セオ) — несмотря на свою внешность, он имеет низкую самооценку и часто подумывал о самоубийстве. Он и Рэй очень близкие друзья, готов защитит её любой ценой. Позже присоединяется к детективному агентству «Хаматора».
Сэйю: Нобухико Окамото
Рэй (яп. レイ) — одноклассница Сэо и его подруга.
Сэйю: Аяка Охаси
Тию (яп. チユウ) — известная и популярная художница-авангардистка. Подруга Бёздея и Ратиро, в прошлом их одноклассница. Как и они — обладательница Минимума. Её способность — минимум невидимости. У Тию синестезия — она выражает свои эмоции и мысли через цвет.
Сэйю: Оау Литори
Момока (яп. モモカ) — ассистентка Морала.
Сэйю: Ритцу Фукияна

## Медиа-издания

### Манга
Манга под названием Hamatora: The Comic, написанная Юкино Китадзимой и проиллюстрированная Юки Кодамой, публиковалась в еженедельном журнале Weekly Young Jump издательства Shueisha с 21 ноября 2013 года по 11 декабря 2014 года. Первый том был выпущен 19 февраля 2014 года, а третий и последний 19 февраля 2015 года. Серия является приквелом аниме и рассказывает о Найсе, решающем различные проблемы с Хадзимэ, в то время, как Мурасаки пытается вернуть его в академию Факультас.

#### Список томов
| № | Дата публикации      | ISBN                   |
| - | -------------------- | ---------------------- |
| 1 | 19 февраля 2014 года | ISBN 978-4-08-879665-9 |
| 2 | 18 июля 2014 года    | ISBN 978-4-08-879870-7 |
| 3 | 19 февраля 2015 года | ISBN 978-4-08-890119-0 |

### Аниме

#### Список серий
| Hamatora: The Animation | Hamatora: The Animation                                                                           | Hamatora: The Animation |
| № серии                 | Название                                                                                          | Трансляция в Японии     |
| ----------------------- | ------------------------------------------------------------------------------------------------- | ----------------------- |
| 1                       | Файл 01: Яйцо Колумба «Коромбусу но Тамаго» (File－01「コロンブスの卵」)                          | 8 января 2014 года      |
| 2                       | Файл 02: Возлюбленный ублюдок «Итосики Кусояро:» (File－02「愛しきクソヤロウ」)                   | 15 января 2014 года     |
| 3                       | Файл 03: С ней и без неё «Моцу моно, Мота Дзару моно» (File－03「持つ者、持たざる者」)            | 22 января 2014 года     |
| 4                       | Файл 04: Странствующий тотем «Самаё: То:тэму По:ру» (File－04「彷徨うトーテムポール」)            | 29 января 2014 года     |
| 5                       | Файл 05: Пот, мускулы и я «Асэ то Киннику то Атаси» (File－05「汗と筋肉とアタシ」)                | 5 февраля 2014 года     |
| 6                       | Файл 06: Мучение пророка «Ёгэн-ся но Куно:» (File－06「予言者の苦悩」)                            | 12 февраля 2014 года    |
| 7                       | Файл 07: Чёрная космея «Курой Косумосу» (File－07「黒いコスモス」)                                | 19 февраля 2014 года    |
| 8                       | Файл 08: Горькая дыня, пропитанная кровью «Го:я ва Ти ни Нурэтэ» (File－08「ゴーヤは血に濡れて」) | 26 февраля 2014 года    |
| 9                       | Файл 09: Маленькая красавица и чудовище «Бисё:дзё то Ядзю:» (File－09「美少女と野獣」)            | 5 марта 2014 года       |
| 10                      | Файл 10: Марш слабых «Дзякуся но Ко:син» (File－10「弱者の行進」)                                 | 12 марта 2014 года      |
| 11                      | Файл 11: Полёт победителя «Сё:ся но Хайсо:» (File－11「勝者の敗走」)                              | 19 марта 2014 года      |
| 12                      | Файл 12: Решимость (Эго) «Какуго (Эго)» (File－12「覚悟（エゴ）」)                                | 26 марта 2014 года      |

| Re: Hamatora | Re: Hamatora                                                                               | Re: Hamatora          |
| № серии      | Название                                                                                   | Трансляция в Японии   |
| ------------ | ------------------------------------------------------------------------------------------ | --------------------- |
| 1            | Ответ 01: Тоска героя (Re:01 Melancholy of Hero)                                           | 8 июля 2014 года      |
| 2            | Ответ 02: Возвращение Арта (Re:02 Art Returns)                                             | 15 июля 2014 года     |
| 3            | Ответ 03: Цветок безумия (Re:03 Madness Flower)                                            | 22 июля 2014 года     |
| 4            | Ответ 04: Для тех, у кого есть талант (Re:04 For Whom Talent)                              | 29 июля 2014 года     |
| 5            | Ответ 05: Желания товарища (Re:05 Buddy's Wishes)                                          | 5 августа 2014 года   |
| 6            | Ответ 06: Пришествие (Re:06 Advent)                                                        | 12 августа 2014 года  |
| 7            | Ответ 07: 24 часа в реанимационном отделении (Re:07 Emergency Room 24hours)                | 19 августа 2014 года  |
| 8            | Ответ 08: Наихудшее обещание и наилучшее воспоминание (Re:08 Worst Promise ＆ Best Memory) | 26 августа 2014 года  |
| 9            | Ответ 09: Симфония в лунном свете (Re:09 Symphony in the Moonlight)                        | 2 сентября 2014 года  |
| 10           | Ответ 10: Для тех, кто борется (Re:10 For whom to duel)                                    | 9 сентября 2014 года  |
| 11           | Ответ 11: Конец Иокогамы (Re:11 End of Yokohama)                                           | 16 сентября 2014 года |
| 12           | Последний ответ 12: Развязка (Эго) (Final:12 Re:[EGO][Resolution])                         | 23 сентября 2014 года |

#### Музыка
- Открывающие композиции:

«Flat» исполнил Юки Одзаки вместе с группой Livetune
«Sen no Tsubasa» (яп. 千の翼) Такуро Сугавара из группы 9mm Parabellum Bullet
- Закрывающие композиции:

«Hikari» (яп. 光) исполнил Ватару Хатано
«Brand New World» исполнила Ayami
- Тематическая композиция:

«Nowhere Living Now» исполнил Кисё Танияма

## Пояснения
1. ↑  Премьера серии была указана на TV Tokyo в 25:40 7 января 2014 года, что фактически 1:40 8 января.
2. ↑  Премьера серии была указана на TV Tokyo в 26:05 7 июля 2014 года, что фактически 2:05 8 июля.